# Родионково (Тверская область)
Родионково — опустевшая деревня в Кувшиновском районе Тверской области. Входит в состав Тысяцкого сельского поселения.

## География
Находится в центральной части Тверской области на расстоянии приблизительно 12 км (по прямой) на северо-восток от города Кувшинова, административного центра района.

## История
Была отмечена на карте еще 1825 года. В 1859 году здесь (деревня Новоторжского уезда) было учтено 20 дворов. До 2015 года входила в состав Пеньского сельского поселения.

## Население
Численность населения составляла 154 человека (1859 год), 2 (русские 100 %) в 2002 году, 0 в 2010.